# Mason and Hamlin

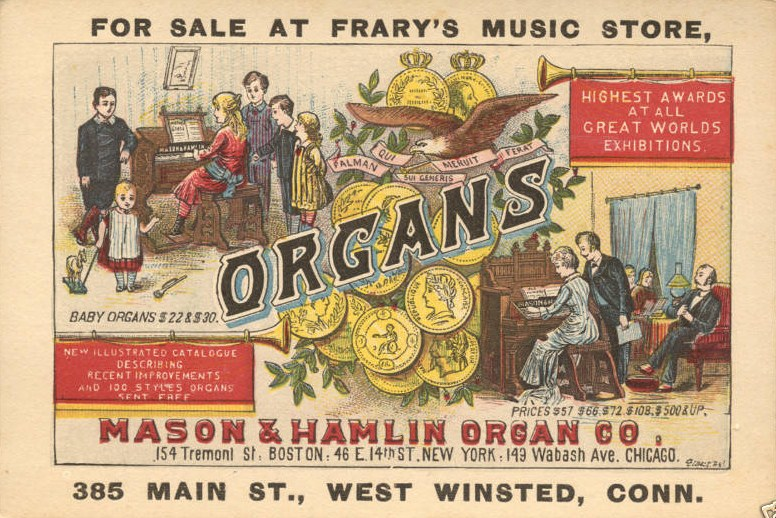
Mason & Hamlin advertising trading card from the 19th century

Mason & Hamlin ist ein US-amerikanischer Klavierhersteller in Haverhill, Massachusetts, USA.

## Geschichte

### 19. Jahrhundert
Mason & Hamlin wurde 1854 in Boston, Massachusetts gegründet. Gründer waren der Musiklehrer Henry Mason, Sohn von Lowell Mason, des Komponisten der amerikanischen Nationalhymne, und Emmons Hamlin, ein Mechaniker und Erfinder, der für das Orgel- und Melodeon-Bauunternehmen Prince & Co. in Buffalo, New York gearbeitet hatte.

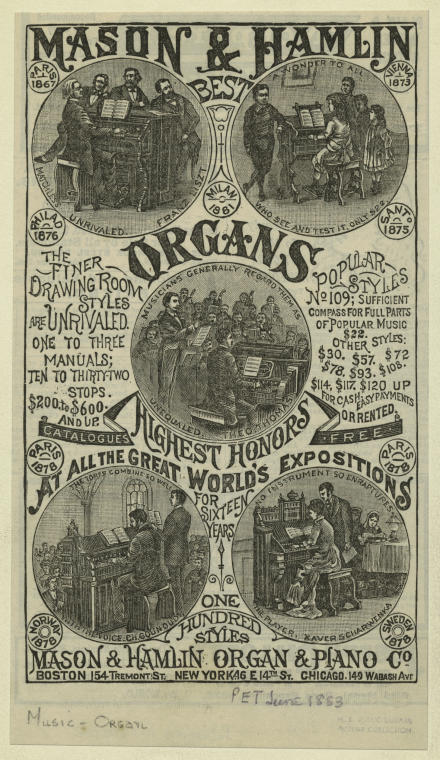
Annonce um 1883

Sie fertigten zunächst nur Melodeons, ab 1855 aber auch reguläre Saugwind-Harmoniums. Die Bälge wurden hierbei vertikal unter den Zungen platziert, was als Vorbild für alle weiteren Saugwindharmonium nach "amerikanischem System" diente. In den frühen 1870er Jahren wurden sie als größter und wichtigster Hersteller von Saugwind-Harmoniums angesehen. Das Unternehmen beschäftigte ca. 500 Mitarbeiter und baute ca. 200 Instrumente pro Woche. Mason & Hamlin lieferte Harmoniums an etliche bekannte Komponisten, besonders Franz Liszt, dessen Name das Unternehmen auf ihren patentierten Prolongement-Mechanismus (Tastenfellel) übertrug wie auch auf eine spezielle Serie von Harmonium-Modellen, die sogenannten "Liszt Organs".

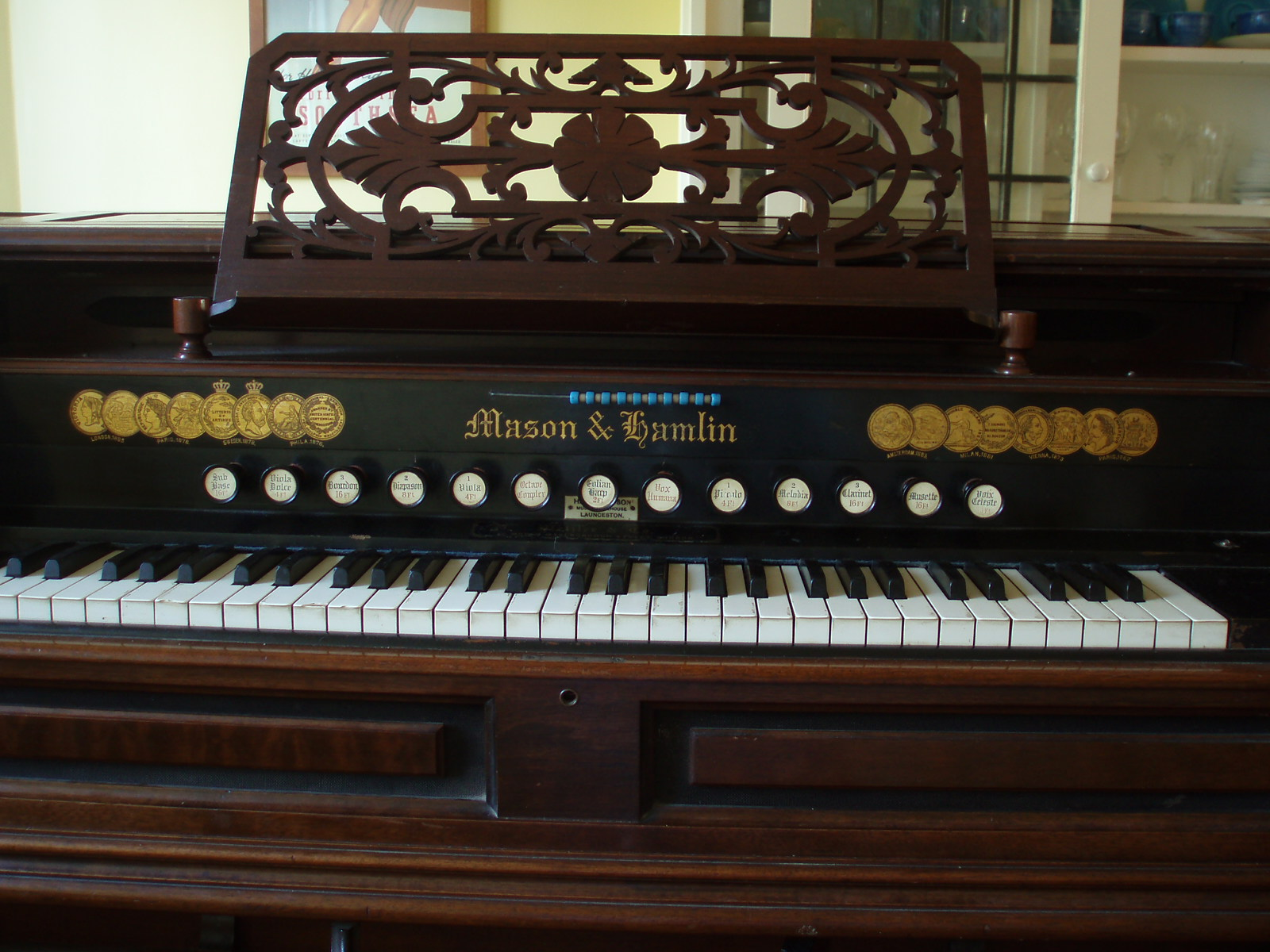
Mason & Hamlin Modell 512, Saugwindharmonium von 1895. Über der Klaviatur werden Medaillen und Preise gezeigt, die das Unternehmen auf Ausstellungen gewann.

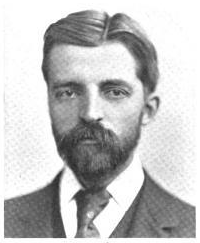
Edward P. Mason, Mason & Hamlin, 1892

Mason & Hamlin begann 1883 auch den Klavierbau. Anfangs bauten sie nur Pianinos, die eine patentierte Methode der Stimmhaltung aufwiesen, die man screw stringer nannte, und die ein verbessertes System gegenüber der traditionellen Bauweise mit Stimmwirbeln sein sollte. 1895 wurde die Klavierbauabteilung von Richard W. Gertz komplett reorganisiert. Gertz war ein unabhängiger deutscher Klavierentwickler aus Deutschland, der zuvor bereits für Mason & Hamlin neue Skalen entworfen hatte. Gertz wurde 1903 zum Sekretär (kaufmännischen Geschäftsführer) des Unternehmens ernannt und wurde dann 1906 Präsident. Er hatte für M&H den Tension Resonator entwickelt und patentiert, eine Einrichtung unter den Rändern der Gehäusestruktur, mittels der verhindert werden kann, dass der Resonanzboden seine Wölbung verliert. Diese Einrichtung fand sich in den Flügeln ab 1900. Das Unternehmen gibt an, dass dieser Einrichtung sich momentan in allen neu gebauten Klavieren von Mason & Hamlin befindet.

### 20. Jahrhundert
An der Wende zum 20. Jahrhundert, dem „Goldenen Zeitalter“ des Klavierbaus, waren sehr bekannte Klavierspieler bei Mason und Hamlin unter Vertrag, wie Sergei Rachmaninow, dessen 1924 entstandene Aufnahme seines Zweiten Klavierkonzertes auf einem Flügel von Mason and Hamlin eingespielt wurde. Der Komponist Maurice Ravel sagte über die Klaviere von Mason & Hamlin: “Während die Qualitäten des Perkussionsinstruments bewahrt werden, dient das Klavier von Mason & Hamlin dem Konzept des Komponisten zusätzlich durch seinen außergewöhnlichen Dynamik-Umfang, ebenso wie mit der Qualität seine Tones. Es ist nicht weit entfernt von einem kleinen Orchester. Meiner Meinung nach ist das Mason & Hamlin ein wahres Kunstwerk.” Viele Klavierliebhaber preisen die in jener Zeit entstandenen Klaviere von Mason & Hamlin.
Die „Cable Company“, ein in Chicago ansässiges Klavierbauunternehmen, hielt einen Anteil an Mason & Hamlin von 1904 bis 1924, als es an die American Piano Company verkauft wurde. Die Rolle von Mason & Hamlin in dieser Firmengruppe wurde später als „Künstler-Marke“ beschrieben. Diese Gruppe beinhaltete Chickering and Sons ("Familiengebrauch") und Wm. Knabe & Co. ("Favorit der Metropolitan Opera"). Klavierverkäufe in den USA begannen 1928 zu sinken, und nach dem Kollaps in der Folge des schwachen Aktienmarktes von 1929 wurden die Marke Mason & Hamlin, der Bestand an Klavieren und Fertigungsausrüstungen an den amerikanischen Wettbewerber Aeolian für 450.000 US-Dollar verkauft. Die Fabrikgebäude wurden am Ende des folgenden Jahres separat verkauft. 1932 wurde Mason & Hamlin Teil der “Aeolian-American”, als die beiden Unternehmen fusionierten. In der neuen Marke fanden sich die Anteile von mehr als 20 Klavierbauunternehmen zusammen; Mason & Hamlin, die zwischenzeitlich in der früheren Klavierfabrik von Hallet, Davis & Company in Neponset, Massachusetts, gefertigt worden waren, wurden einer anderen Fabrik des Aeolian-American-Komplexes in East Rochester, New York, zugeordnet.
Die Piano-Fertigung in den Vereinigten Staaten kam 1942 unter der Hoheit des War Production Board aufgrund des Zweiten Weltkrieges zum Erliegen. Die Fertigung von Mason & Hamlin stellte nun Gleitflugzeuge her. Die Eigentümerschaft an der Marke Mason & Hamlin wechselte in der Nachkriegsära mehrfach. Sie wurde 1985 Teil von Sohmer. Über die Jahrzehnte wurde das Design der M & H-Klaviere so verändert, dass sie beinah nichts mehr mit den Ursprüngen der klassischen Mason & Hamlin-Pianos der Ära vor der Wirtschaftskrise 1929 gemeinsam hatten.
1989 kaufte der in Seattle ansässige Geschäftsmann Bernard "Bud" Greer die Sohmer-Company, die auch die Markenrechte an George Steck, Knabe und Mason & Hamlin hielt. Er erwarb die Namensrechte, die Technischen Spezifikationen und die Fertigungseinrichtungen. Er ließ diese Dinge zu einer Klavierfabrik in Haverhill, Massachusetts, schaffen, die er zuvor von dem Klavierbauer Santi Falcone gekauft hatte – und von dem er ebenfalls die Falcone-Herstellspezifikationen und Namensrechte hielt. Greer nannte das neue Unternehmen Mason & Hamlin Companies. Greers Ziel war die Wiederauferstehung der Mason & Hamlin-Klaviere aus der Zeit vor der Depression und die Rückkehr zu den Original-Spezifikationen einschließlich der Gertz'schen Skalenberechnungen und der Gebrauch gleicher Materialien. Ein paar wenige Änderungen wurden vorgenommen, einschließlich der Nutzung von Renner-Mechanikteilen und ein wenig längerer Tasten.
Von 1990 bis 1994 entstanden annähernd 600 Pianos, zumeist die Flügelmodelle A und BB, zusammen mit einigen Pianinos des Modells 50. Greer meldete 1996 Konkurs an. 1995 übernahm das Unternehmen Premier Pianos die Führung in der Haverhill-Fabrik und komplettierte mit einer Kernmannschaft etliche Klaviere.

## Heute
1996 wurde Mason & Hamlin von der Burgett Inc. aufgekauft, der auch das System PianoDisc gehört, ein Hersteller von Reproduktionsklavieren gleichen Namens. Mason & Hamlin-Klaviere werden weiterhin in Haverhill, Massachusetts gefertigt und in den USA, Kanada, Europa und Asien vertrieben. Mason & Hamlin ist Mitglied der NAMM, der Internationalen Musikinstrumentenbau-Vereinigung, und der PMAI (Piano Manufacturers Association International).

### Tension Resonator
Jedes Mason & Hamlin-Klavier hat einen Tension Resonator, ein System von Stahlstreben unter leichter Spannung, das an der Holzstruktur der Gehäuse-Unterseite verankert ist, unter dem Gusseisenrahmen und den Saiten. In Flügeln erstrecken sich die Streben ausgehend von einem oder zwei Sternen. Die Streben sind in bestimmten Winkeln rund um das Gehäuse und die innere Auflage des Resonanzbodens verschraubt. Das Modell 50-Pianino hat eine Strebe, die sich zwischen den beiden Gehäuseseiten spannt. Der Hersteller behauptet, dass diese Streben Stabilität ins Gehäuse bringen, was wiederum der “Krone” (“crown”, im Deutschen meist “Glocke” genannt), d. h. der Überhöhung oder Wölbung des Resonanzbodens zugute komme, von der der Klang eines Klavieres abhängt. Es liegt nahe, dass die zusätzliche Stabilität und Spannung zum Aufrechterhalten der Glocke unmittelbare Auswirkung auf die Befähigung des Gehäuses hat, den Klang des Resonanzbodens zu reflektieren und die Kraft und die Tonhaltedauer des Klavieres zu stärken. Klaviertechniker berichten, dass auch alte Klaviere von Mason & Hamlin ihre Glocke behalten.

### Aktuelle Modelle
| Modell                      | Abmessungen | Finishes |
| --------------------------- | --- | --- |
| Model-50 Vertical / Pianino | - Höhe: 50 inches (127 cm) - Breite: 57.67 inches (146.5 cm) - Fläche Resonanzboden: 2120 Square inches        | - Poliertes Ebenholz |
| A                           | - Länge: 5 ft 8-1/2 in (174 cm) - Breite: 56.12 in (142.5 cm) - Fläche Reso-Boden: 1984.5 square inches        | - Mahagoni - Pyramid Mahagoni - Walnuss - Palisander - Macassar Ebenholz - Bubinga - Satin-Ebenholz (samtschwarz) - Poliertes Ebenholz |
| AA                          | - Länge: 6 ft 4 in (193 cm) - Breite: 57.67 inches (146.5 cm) - Fläche Reso-Boden: 2272.4 square inches        | - Mahagoni - Pyramid Mahagoni - Walnuss - Palisander - Macassar Ebenholz - Bubinga - Satin-Ebenholz (samtschwarz) - Poliertes Ebenholz |
| B                           | - Länge: 5 ft. 4in. (162.6 cm) - Breite: 57.22 in. (145.3 cm) - Fläche Reso-Boden: 1883.4 sq. in.              | |
| BB                          | - Länge: 6 ft. 11 1/2 in. (212 cm) - Breite: 59.14 inches (150.2 cm) - Fläche Reso-Boden: 2538.4 square inches | - Mahagoni - Pyramid Mahagoni - Walnuss - Palisander - Macassar Ebenholz - Bubinga - Satin Ebenholz - Poliertes Ebenholz               |
| CC-94                       | - Länge: 9 ft 4 in (284.5 cm) - Breite 64.44 in (163.7 cm) - 3645.5 square inches                              | - Rosewood - Satin Ebenholz - Poliertes Ebenholz                                                                                       |

Die Modelle A und BB sind auch als Teil der „Monticello Art Case Collection“ verfügbar.  Das Unternehmen bietet auch ein Hochklavier an, das 50" hohe Model 50.  Alle Mason and Hamlin-Klaviere haben eine Garantie von 12 Jahren.

## Quellen

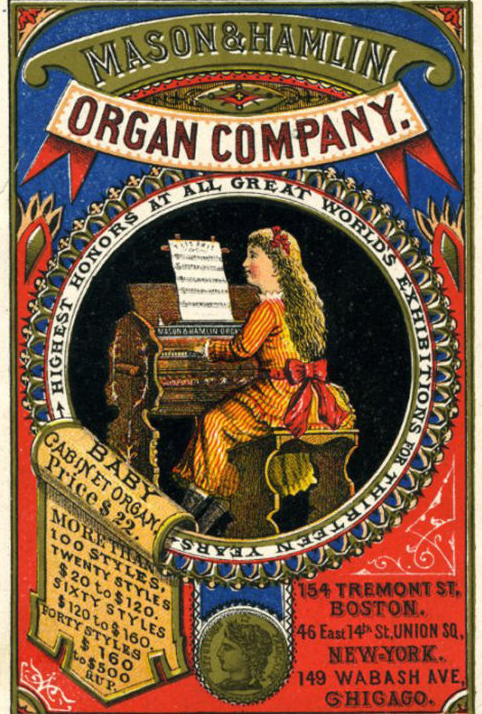
Trade card, 19th c.

## Weitere Hinweise und Links
- "Mason & Hamlin Organ and Piano Co."  Illustrated Boston, the metropolis of New England. 1889 Google books
- "Edward P. Mason." Massachusetts of today: a memorial of the state, historical and biographical, issued for the World's Columbian exposition at Chicago. Columbia Publishing Company, 1892. Google books